# Німонік

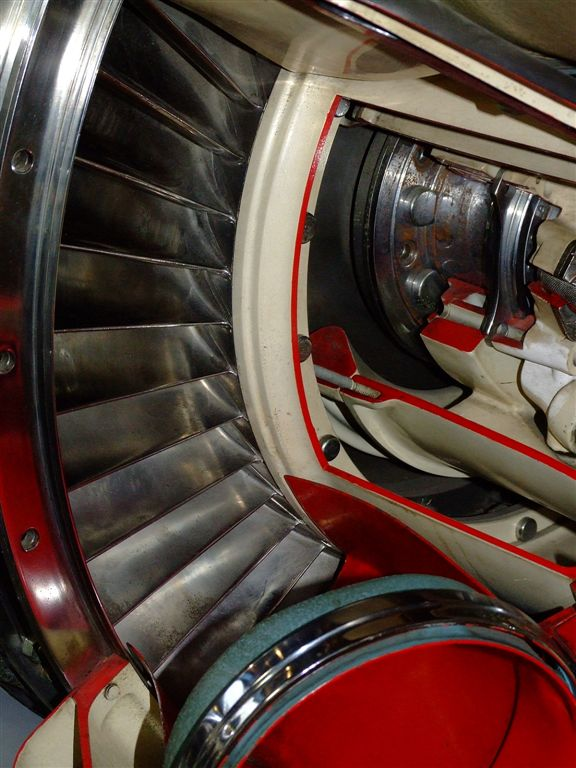
Лопатки турбіни з Nimonic 80A у двигуні Rolls-Royce Nene

Німонік (англ. Nimonic®) — спільна назва групи жароміцних сплавів на основі нікелю, що містять Cr, Ti, Al. Назва є зареєстрованою торговою маркою компанії Special Metals Corporation. Вперше розроблені у Великій Британії фірмою «Монд нікел компані» (англ. Mond Nickel Company), у 1941 році, де до 1960-х років розроблено низку різновидів німоніків, котрі, в залежності від призначення, містили 10…21% Cr, 0,2…4% Ti, 0,5…6,0% Al. Крім того, німоніки додатково легуються Со (до 22%), Мо (до 6%) та іншими елементами.

## Історична довідка
Першим в серії високо жароміцних дисперсійно-тверднучих сплавів на нікель-хромовій основі був Nimonic-80. Автор сплаву — Вільям Гріффітс (англ. Griffiths W.T.). Подальшим розвитком сплавів займався Л. Б. Пфейл (англ. L.B. Pfeil) в Mond Nickel Company. Через чотири роки з'являється сплав Nimonic 80А, котрий у подальшому знайшов застосування для виготовлення клапанів двигунів. Згодом були розроблені: Nimonic 90 (1945), Nimonic 100 (1955), Nimonic 105 (1960) та Nimonic 115 (1964).
Основа сплаву Nimonic-80 — ніхром (80% Ni, 20% Cr), відомий з початку XX століття своєю високою жаростійкістю і високим електричним опором. Ключовими елементами легування сплаву німонік-80 були титан (2,5%) і алюміній (1,2%), що утворюють фазу зміцнення. Кількісний вміст зміцнюючої γ'-фази у сплаві становив 25…35% за об'ємом. Сплав виявив помітну перевагу за жароміцностю над ніхромами чи спеціальними легованими сталями.
Сплави Nimonic-80 та 80A використовувались в деформованому стані для виготовлення робочих лопаток турбіни одного з перших газотурбінних двигунів Rolls-Royce Nene компанії «Rolls-Royce Limited», стендові випробування якого розпочались у жовтні 1944 р. Лопатки турбіни із сплаву Nimonic-80 відрізнялись високою тривалою міцністю при температурах 750…850 °C.

## Хімічний склад
| Сплав       | Ni   | Cr   | Co   | Mo  | Al  | Ti  | C    |
| ----------- | ---- | ---- | ---- | --- | --- | --- | ---- |
| Nimonic 80A | 74,7 | 19,5 | 1,1  | -   | 1,3 | 2,5 | 0,06 |
| Nimonic 90  | 57,4 | 19,5 | 18,0 | -   | 1,4 | 2,4 | 0,07 |
| Nimonic 105 | 53,3 | 14,5 | 20,0 | 5,0 | 1,2 | 4,5 | 0,2  |
| Nimonic 115 | 57,3 | 15,0 | 15,0 | 3,5 | 5,0 | 4,0 | 0,15 |

## Основні властивості
Температура плавлення сплавів 1310…1390 °С (в залежності від хімічного складу). Найкращі німоніки зберігають роботоздатність до 1000 °С. Сплави достатньо добре піддаються гарячому обробленню тиском і у меншій мірі холодному обробленню. Добре зварюється різними видами зварки. Для підвищення міцності зварні конструкції піддають термообробці. Сплави постачаються у вигляді поковок, прутків, листів, труб тощо; застосовуються як конструкційний матеріал для деталей газотурбінних двигунів, ракет тощо.
Сплави 80, 80А, 90, 95, 100, 105, 115 належать до групи високожароміцних сплавів з інтерметалідним зміцненням; їх жароміцність збільшується із зростанням ступеня легування. Для виготовлення робочих лопаток газотурбінних двигунів сплав 80, було замінено досконалішим сплавом 80А. Сплави 90, 95 мають вищу жароміцність внаслідок додавання 15…21% кобальту, а також добавок алюмінію і титану. Сплави 100, 105 при такій же жароміцності мають менший вміст хрому і титану і підвищений вміст алюмінію (до 5%). Сплав 90 застосовується до 900 °С, а сплави 100, 105, 115 при 900…1000 °С.

## Аналоги
Аналогами німоніків у США є сплави Інконель, за ГОСТ 5632-72 — це сплави ХН60ВТ (Inconel 600, Inconel 601), ХН56МВКЮ (Inconel 617), ХН75МБТЮ (Inconel 625), ХН60Ю (Inconel 718), ХН70МВТЮБ (Inconel X-750), ХН80ТБЮ, ХН77ТЮ, ХН73МБТЮ тощо.